# Zero Assoluto
Zero Assoluto é uma dupla de pop e rock italiana composta por Thomas de Gasperi e Matteo Maffucci.

## História
"Ultimo Capodanno", lançado em 1999, foi o primeiro single da dupla, que se conheceu no Liceo Ginnasio Statale Giulio Cesare, em Roma.
Ainda participaram do filme Lição de amor compondo duas músicas.